# 無量寿院 (北本市)
無量寿院（むりょうじゅいん）は、埼玉県北本市にある真言宗智山派の寺院。

## 歴史
807年（大同2年）に征夷大将軍坂上田村麻呂の開基とも、建久年間（1190年 - 1199年）に同じく征夷大将軍源頼朝の開基ともいわれている。
かつては幅5間（約9メートル）、長さ100間（約182メートル）の参道があり、僧坊も6坊あったといわれている。現在は現存せず、「法乗坊」「開戸坊」「西方坊」の名称のみが残されている。

## 交通アクセス
- 路線バス工業団地入口停留所より徒歩28分。